# Real Balompédica Linense
Real Balompédica Linense ist ein spanischer Fußballverein aus der andalusischen Stadt La Línea de la Concepción, Cádiz. Der 1912 gegründete Klub spielt in der Saison 2023/24 in der Segunda Federación RFEF.

## Geschichte

### Gründung
Real Balompédica Linense wurde ursprünglich als Balompédica Linense am 10. September 1912 von einer Gruppe, angeführt von José Morales und Cristóbal Becerra García, gegründet. Diese beiden waren Präsident und Sekretär des ersten Vereinsvorstandes. Cristóbal Becerra versuchte, den Zusatz Real, also „Königlich“, mit in den offiziellen Vereinsnamen aufzunehmen, doch scheiterte dies am Widerstand einiger Clubmitglieder. Am 8. Dezember 1912 spielte Linense das erste Spiel seiner Geschichte und gewann mit 2:1 gegen Algeciras CF.

### Liga
Im Jahre 1922, nach einer weiteren Initiative von Cristóbal Becerra, der von der Marquisin von Marzales unterstützt wurde, fügte man doch noch den Zusatz Real hinzu. Das erste offizielle Spiel gewann man mit acht Toren Differenz gegen CD Málaga. Außerdem wurde dem spanischen König Alfons XIII. die Ehrenpräsidentschaft angeboten.
Im gleichen Jahr gewann Real Linense erneut gegen CD Málaga, diesmal im Finale des Regionalpokales.

### Regionale Berühmtheit
Im Jahre 1929 wurde der regional erfolgreiche Club von mehreren marokkanischen Vereinen in der französischen Besatzungszone jenes Landes eingeladen, gegen sie zu spielen. Ohne Ausnahme wurden alle geschlagen, so dass der französische Gegner Empire im Finale nicht antrat und den Pokal vor Spielanpfiff an das Team von Real Linense übergab.
Das Spiel gegen CD Córdoba in der Saison 1929/30 endete mit 22:0; es war der bis heute höchste Ligasieg für Real Linense. Im Jahr 1932 wurde die Marquisin von Marzales dank einiger Geldspenden zur Patin des Vereins ernannt.

### Segunda División
In den Saisons 1949/50 bis 1954/55 spielten die Andalusier sechs Jahre lang in der Segunda División. Das beste Ergebnis war ein neunter Platz. Im Sommer 1955 stieg man jedoch als Tabellenletzter ab und kehrte seitdem nicht mehr in die beiden obersten Ligen zurück.

## Stadion
Real Linense spielt im Estadio Municipal de La Línea, welches eine Kapazität von 20.000 Zuschauern hat. Das Stadion wurde im Jahre 1969 erbaut und 2003 erneuert. Im Stadion befinden sich Büros, die Trophäensammlung des Clubs, ein Café, ein Restaurant und der Pressesaal.

## Spieler
- Jesús Lucendo (1990–1991), 29-facher andorranischer Nationalspieler.